# Gerd Frick
Pour les articles homonymes, voir Frick.
Gerd Frick, né le 24 juillet 1974 à Mérano, est un coureur de fond italien spécialisé en course en montagne. Il a remporté la médaille de bronze au Challenge mondial de course en montagne longue distance 2007.

## Biographie
Ayant suivi des études de médecine à l'université de Vienne et obtenu un doctorat en chirurgie en 2005,, il s'investit par la suite plus activement dans sa carrière sportive.
Il connaît une excellente saison 2007 de course en montagne. Le 7 juillet, il prend un départ rapide au marathon de Zermatt. Effectuant la course en tête aux côtés d'Helmut Schießl, il cède face à ce dernier et termine sur la deuxième marche du podium. Le 12 août, il effectue une excellente course à Sierre-Zinal. Pointant en deuxième position derrière Ricardo Mejía à Chandolin, il se fait ensuite doubler par le Français Jean-Christophe Dupont qui file vers la victoire. Restant dans les talons du Mexicain, il termine sur la troisième marche du podium. Il s'impose ensuite à la course de montagne du Kitzbüheler Horn puis décroche la troisième place au Mémorial Partigiani Stellina. Le 8 septembre, il prend le départ du marathon de la Jungfrau. qui accueille le Challenge mondial de course en montagne longue distance. Tandis que le grand favori Jonathan Wyatt domine la course pour remporter la victoire, Gerd effectue une excellente course et décroche la médaille de bronze derrière son compatriote Hermann Achmüller.
Le 5 juillet 2008, il parvient à battre Jean-Christophe Dupont et l'Anglais Tim Short pour s'imposer au marathon de Zermatt.
Le 25 juillet 2010, il remporte la course de montagne du Karwendel courue sur un parcours de remplacement en raison des fortes pluies.
Plus à l'aise sur les marathons de montagne que les courses classiques, il ajoute à son palmarès le Kaisermarathon en 2013 en battant le Hongrois Adams Kovács.
Le 13 juin 2015, il s'adjuge la victoire au LGT Alpin Marathon en menant la course de bout en bout.

## Palmarès

### Course en montagne
| no  | masculin           | Course                                                      | Longueur | Départ            | Temps           |
| --- | ------------------ | ----------------------------------------------------------- | -------- | ----------------- | --------------- |
| 3e  | Médaille de bronze | Course de montagne du Feuerkogel                            | 11 km    | 29 juillet 2001   | 1 h 5 min 29 s  |
| 3e  | Médaille de bronze | Val Gardena Mountain Run                                    | 19,1 km  | 21 septembre 2003 | 1 h 42 min 12 s |
| 6e  | 6e                 | Marathon de la Jungfrau                                     | 42,2 km  | 11 septembre 2004 | 3 h 9 min 3 s   |
| 3e  | Médaille de bronze | Val Gardena Mountain Run                                    | 19,1 km  | 19 septembre 2004 | 1 h 42 min 20 s |
| 1re | Médaille d'or      | Bolognano-Velo                                              | 11,1 km  | 7 août 2005       | 51 min 58 s     |
| 3e  | Médaille de bronze | Course de montagne de Gamperney                             | 8,8 km   | 20 mai 2007       | 48 min 34 s     |
| 2e  | Médaille d'argent  | Marathon de Zermatt                                         | 42,2 km  | 7 juillet 2007    | 3 h 8 min 8 s   |
| 3e  | Médaille de bronze | Sierre-Zinal                                                | 31 km    | 12 août 2007      | 2 h 42 min 10 s |
| 1re | Médaille d'or      | Course de montagne du Kitzbüheler Horn                      | 12,9 km  | 19 août 2007      | 1 h 2 min 38 s  |
| 3e  | Médaille de bronze | Mémorial Partigiani Stellina                                | 14,5 km  | 26 août 2007      | 1 h 23 min 3 s  |
| 3e  | Médaille de bronze | Challenge mondial de course en montagne longue distance     | 42,2 km  | 8 septembre 2007  | 3 h 2 min 41 s  |
| 2e  | Médaille d'argent  | Course de montagne de Gamperney                             | 8,8 km   | 25 mai 2008       | 46 min 24 s     |
| 1re | Médaille d'or      | Marathon de Zermatt                                         | 42,2 km  | 5 juillet 2008    | 3 h 11 min 22 s |
| 5e  | 5e                 | Marathon de la Jungfrau                                     | 42,2 km  | 6 septembre 2008  | 3 h 11 min 15 s |
| 2e  | Médaille d'argent  | Drei Zinnen Alpine Run                                      | 11,2 km  | 14 septembre 2008 | 45 min 38 s     |
| 5e  | 5e                 | Marathon de Zermatt                                         | 42,2 km  | 4 juillet 2009    | 3 h 22 min 46 s |
| 2e  | Médaille d'argent  | Marathon de Zermatt                                         | 42,2 km  | 10 juillet 2010   | 3 h 13 min 36 s |
| 1re | Médaille d'or      | Course de montagne du Karwendel                             | 9 km     | 25 juillet 2010   | 42 min 44 s     |
| 4e  | 4e                 | Marathon de la Jungfrau                                     | 42,2 km  | 11 septembre 2010 | 3 h 4 min 52 s  |
| 2e  | Médaille d'argent  | Course du Cervin                                            | 14,35 km | 21 août 2011      | 58 min 59 s     |
| 2e  | Médaille d'argent  | Kaisermarathon                                              | 28 km    | 8 octobre 2011    | 1 h 56 min 14 s |
| 1re | Médaille d'or      | Course de montagne de Gamperney                             | 8,8 km   | 20 mai 2012       | 46 min 35 s     |
| 4e  | 4e                 | Marathon de Zermatt                                         | 42,2 km  | 7 juillet 2012    | 3 h 13 min 20 s |
| 2e  | Médaille d'argent  | Course du Cervin                                            | 14,35 km | 26 août 2012      | 58 min 37 s     |
| 7e  | 7e                 | Challenge mondial de course en montagne longue distance     | 42,2 km  | 9 septembre 2012  | 3 h 8 min 17 s  |
| 3e  | Médaille de bronze | Course de montagne de Gamperney                             | 8,8 km   | 26 mai 2013       | 37 min 33 s     |
| 2e  | Médaille d'argent  | Marathon des Grisons                                        | 40 km    | 29 juin 2013      | 2 h 59 min 10 s |
| 2e  | Médaille d'argent  | Marathon de Zermatt                                         | 42,2 km  | 6 juillet 2013    | 3 h 8 min 58 s  |
| 2e  | Médaille d'argent  | Val Gardena Mountain Run                                    | 14,5 km  | 14 juillet 2013   | 1 h 11 min 23 s |
| 1re | Médaille d'or      | Kaisermarathon                                              | 42,2 km  | 5 octobre 2013    | 3 h 15 min 50 s |
| 2e  | Médaille d'argent  | Kaisermarathon                                              | 42,2 km  | 4 octobre 2014    | 3 h 18 min 12 s |
| 1re | Médaille d'or      | LGT Alpin Marathon                                          | 42,2 km  | 13 juin 2015      | 3 h 10 min 45 s |
| 8e  | 8e                 | Championnats du monde de course en montagne longue distance | 42,2 km  | 4 juillet 2015    | 3 h 11 min 4 s  |
| 3e  | Médaille de bronze | Course de montagne de Gamperney                             | 8,8 km   | 29 mai 2016       | 47 min 42 s     |
| 3e  | Médaille de bronze | LGT Alpin Marathon                                          | 42,2 km  | 11 juin 2016      | 3 h 16 min 32 s |
| 2e  | Médaille d'argent  | Course de montagne de Gamperney                             | 8,8 km   | 28 mai 2017       | 48 min 11 s     |
| 4e  | 4e                 | LGT Alpin Marathon                                          | 42,2 km  | 10 juin 2017      | 3 h 18 min 55 s |
| 2e  | Médaille d'argent  | Marathon du Stelvio                                         | 42,2 km  | 17 juin 2017      | 3 h 48 min 25 s |

### Route
| Année | Compétition                | Lieu      | Place | Épreuve           | Temps           |
| ----- | -------------------------- | --------- | ----- | ----------------- | --------------- |
| 2004  | Semi-marathon de Wels      | Wels      | 3e    | Semi-marathon     | 1 h 6 min 37 s  |
| 2004  | Semi-marathon de Salzbourg | Salzbourg | 3e    | Semi-marathon     | 1 h 8 min 36 s  |
| 2005  | Semi-marathon de Wels      | Wels      | 1er   | Semi-marathon     | 1 h 8 min 30 s  |
| 2008  | Maratonina dei Tre Comuni  | Bronzolo  | 1er   | Semi-marathon     | 1 h 8 min 19 s  |
| 2010  | Maratonina dei Tre Comuni  | Bronzolo  | 3e    | Semi-marathon     | 1 h 8 min 5 s   |
| 2011  | Tour de Tirol              | Söll      | 2e    | Course par étapes | 3 h 37 min 36 s |
| 2014  | Tour de Tirol              | Söll      | 2e    | Course par étapes | 5 h 40 min 11 s |
| 2014  | Maratonina dei Tre Comuni  | Bronzolo  | 1er   | Semi-marathon     | 1 h 12 min 2 s  |

## Palmarès en raquettes à neige
| no | masculin           | Course                                    | Longueur | Départ         | Temps       |
| -- | ------------------ | ----------------------------------------- | -------- | -------------- | ----------- |
| 3e | Médaille de bronze | Championnats d'Europe de raquette à neige | 8 km     | 3 février 2013 | 32 min 43 s |
| 3e | Médaille de bronze | La Ciaspolada                             | 8 km     | 4 janvier 2014 | 24 min 48 s |
| 3e | Médaille de bronze | La Ciaspolada                             | 3,6 km   | 4 janvier 2015 | 13 min 58 s |

## Records
| Épreuve               | Performance     | Date             | Lieu          |
| --------------------- | --------------- | ---------------- | ------------- |
| 3 000 mètres en salle | 8 min 29 s 37   | 17 février 2002  | Vienne        |
| 10 000 mètres         | 30 min 40 s 06  | 11 mai 2002      | Vienne        |
| 10 kilomètres         | 30 min 33 s     | 10 novembre 2002 | Ternitz       |
| 10 miles              | 52 min 28 s     | 20 mars 2004     | Leonding      |
| Semi-marathon         | 1 h 5 min 31 s  | 20 octobre 2002  | Stinatz       |
| Marathon              | 2 h 23 min 18 s | 13 décembre 2009 | Reggio Emilia |